# (2248) Kanda
(2248) Kanda (1933 DE; 1944 FA; 1949 BD; 1949 DG; 1958 XC1; 1974 SO4; 1974 WE; 1975 XX5; 1977 FY) ist ein Asteroid des äußeren Hauptgürtels, der am 27. Februar 1933 vom deutschen Astronomen Karl Wilhelm Reinmuth an der Landessternwarte Heidelberg-Königstuhl auf dem Königstuhl bei Heidelberg (IAU-Code 024) entdeckt wurde. Der Asteroid gehört zur Themis-Familie, einer Gruppe von Asteroiden, die nach (24) Themis benannt sind.

## Benennung
(2248) Kanda wurde nach Shigeru Kanda (1894–1974) benannt. Er war von 1920 bis 1973 Mitarbeiter am Tokyo Astronomical Observatory sowie eine führende Persönlichkeit der Amateurastronomie in Japan und publizierte über Beobachtungen von Asteroiden, Kometen und veränderlichen Sternen sowie die Geschichte der chinesischen und japanischen Astronomie. Er schrieb mehrere Bücher und begann 1926 mit der Veröffentlichung des Kanda Circular für Amateurastronomen. Später hatte er die Kanda Astronomical Society gegründet, die daraufhin zur Japan Astronomy Study Group wurde.